# Cantharocnemis filippovi
Cantharocnemis filippovi är en skalbaggsart. Cantharocnemis filippovi ingår i släktet Cantharocnemis och familjen långhorningar.

## Underarter
Arten delas in i följande underarter:
- C. f. filippovi
- C. f. antennatus